# Tainá 2 - A Aventura Continua
Tainá 2 - A Aventura Continua é um filme brasileiro de 2004 dirigido por Mauro Lima. Na continuação do filme Tainá - Uma aventura na Amazônia, a protagonista Eunice Baía é uma adolescente.

## Sinopse
A pequenina índiazinha Catiti anda pela floresta seguindo e imitando Tainá, hoje uma linda e corajosa adolescente, que luta para salvar a Amazônia, inutilizando as armadilhas do trapalhão Zé Grilo e dos malvados Lacraia e Carcará, traficantes de espécimes raros, liderados pela fútil D. Zuzu. Tainá conhece Carlito, jovem da cidade, filho do professor Gaspar, que está na floresta à procura do seu cachorrinho perdido Bóris, que Catiti resgata e quer adotar. Quando a quadrilha se apodera dos bichinhos de estimação (xerimbabos) de toda a aldeia, todas as crianças devem esquecer as diferenças de cultura e temperamento para socorrer os amigos sob a liderança de Tainá e Carlito.

## Elenco
- Eunice Baía — Tainá
- Arilene Rodrigues — Catiti
- Vitor Morosini — Carlito
- Kadu Moliterno — Prof. Gaspar
- Chris Couto — Zuzu
- Leandro Hassum — Zé Grilo
- Aramis Trindade — Lacraia
- Roney Villela — Carcará
- Ruy Polanah — Vô Tigê
- Daniel Munduruku — Pajé Tatu Pituna
  - dublado por Maurício Gonçalves
- Orlando Drummond — Ludo, o papagaio (voz)
- Andrezza de Faria — Mãe de Carlito

## Produção
As filmagens de Tainá 2 - A Aventura Continua ocorreram em Manaus, capital do Amazonas e também em Ubatuba, em São Paulo, que simulou a Amazônia em planos fechados.

## Prêmios e indicações
- Festival do Rio: 2000[2]
  - Melhor filme pelo júri popular
- 21st Chicago International Children Film Festival

Outubro, 2004 - Chicago - EUA
“1ST Prize Live-action Feature Film” - Children's Jury
- 7th Annual Bamkids Film Festival

Março, 2005 - NY - EUA
“1st Prize Best Feature Length”
- Film Fest Muenchen 2005

Junho, 2005 – Munique – Alemanha
“1st Prize - Jetix Movie Award - Munich 2005 Film Festival”
- 35th Giffoni International Film Festival

Julho, 2005 - Giffoni - Itália
"Special Awars - Cial Award"
- Cine West - 8th Auburn Int’l Film and Video Festival for Children and Young Adults

Setembro, 2005 - Austrália
"Audience Choice Award - For Best Film"